# بسته‌بندی سطح‌ویفر با گنجایش‌خروجی

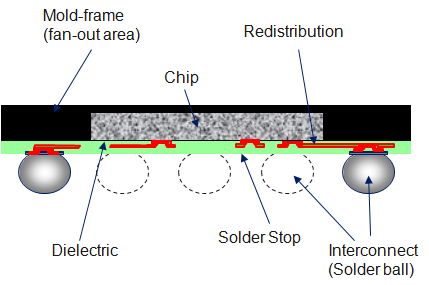
طرحی از بسته ئی‌دبلیوال‌بی، اولین فناوری تجاری اف‌او-دبلیواِل‌پی

بسته‌بندی سطح‌ویفر با گُنجایش‌خروجی (به انگلیسی: Fan-out wafer-level packaging) یا بسته‌بندی سطح‌ویفر فن‌آوت (همچنین به‌عنوان بسته‌بندی گنجایش‌خروجی سطح‌ویفر (به انگلیسی: wafer-level fan-out packaging)، فن‌آوت دبلیواِل‌پی، بسته‌بندی اف‌اودبلیواِل‌، اف‌او-دبلیواِل‌پی، اف‌اودبلیواِل‌پی و غیره نیز شناخته می‌شود) یک فناوری بسته‌بندی مدار مجتمع و بهبود راه‌حل‌های استاندارد بسته‌بندی سطح‌ویفر (دبلیواِل‌پی) است. بسته‌بندی با گنجایش‌خروجی به‌عنوان یک جایگزین بسته‌بندی پیشرفته کم‌هزینه برای بسته‌هایی که از میان‌نهادندههای سیلیکونی استفاده می‌کنند، مانند بسته‌های ۲٫۵بُعدی و سه‌بُعدی دیده می‌شود.
در فن‌آوری‌های مرسوم، ابتدا یک ویفر دای‌سازی می‌شود و سپس دای‌ها تکی بسته‌بندی می‌شوند. اندازه بسته معمولاً به‌طور قابل‌توجهی بزرگتر از اندازه دای است. در مقابل، در روندهای استاندارد دبلیواِل‌پی، مدارهای مجتمع درحالی که هنوز بخشی از ویفر هستند، بسته‌بندی می‌شوند، و ویفر (با لایه‌های بیرونی بسته‌بندی که قبلاً به آن متصل شده‌اند) پس از آن دای‌زنی می‌شود. بسته به دست آمده عملاً به اندازه خود دای است. با این حال، مزیت داشتن یک بسته کوچک با یک جنبه منفی همراه است که تعداد اتصالات خارجی را محدود می‌کند که می‌توانند در ردپایه محدود بسته قرار گیرند. هنگامی که افزاره‌های نیم‌رسانای پیچیده که به تعداد زیادی اتصال نیاز دارند، در نظر گرفته شوند، ممکن است به یک محدودیت قابل‌توجه تبدیل شود.
گنجایش‌خروجی دبلیواِل‌پی برای رفع این محدودیت ایجاد شد. این ردپایه بسته کوچکتر همراه با بهبود عملکرد حرارتی و الکتریکی در مقایسه با بسته‌های معمولی فراهم می‌کند و اجازه می‌دهد تعداد اتصال‌های بیشتری را بدون افزایش اندازه دای داشته باشید.

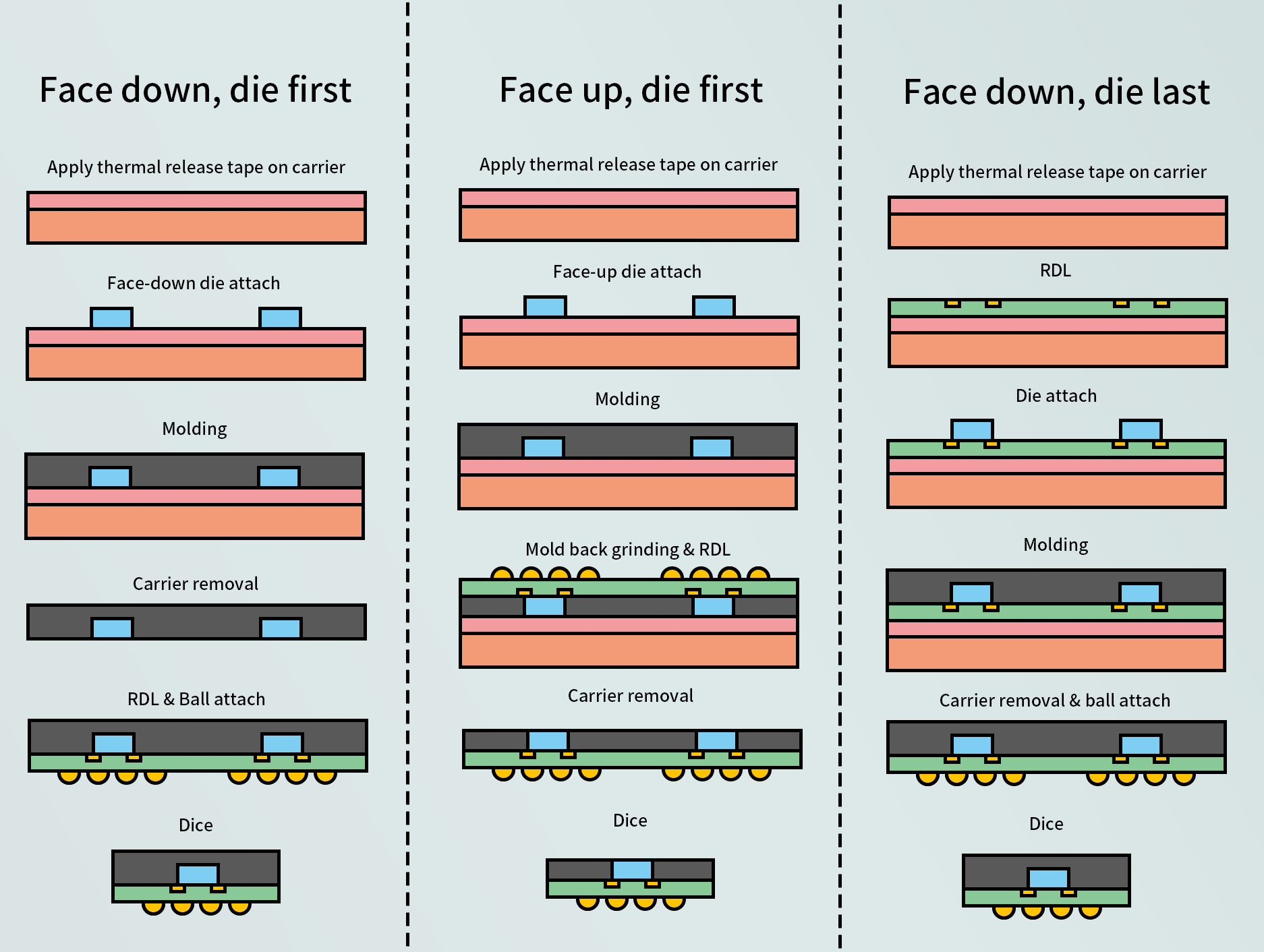
سه رویکرد فرآیندی در اف‌اودبلیواِل‌پی استفاده می‌شود: رو به پایین، اول دای؛ رو به بالا، اول دای؛ دای رو به پایین

برخلاف روندهای دبلیواِل‌پی استاندارد، در دبلیواِل‌پی با گنجایش‌خروجی، ابتدا ویفر دای‌سازی می‌شود. اما سپس دای‌ها با دقت زیادی روی یک ویفر یا پانل حامل، با فضایی برای گنجایش‌خروجی در اطراف هر دای نگه‌داشته‌شده، دوباره‌جایگذاری می‌شوند. سپس حامل با قالب‌سازی مجدداً ساخته می‌شود و به دنبال آن یک لایه بازتوزیع در بالای کل ناحیه قالب‌گیری می‌شود (هم در بالای تراشه و هم در بالای ناحیه گنجایش‌خروجی مجاور)، و سپس توپی‌های لحیم را در بالا تشکیل می‌دهند و ویفر را دای‌سازی می‌کنند. این به عنوان روند اول-تراشه (به انگلیسی: chip-first) شناخته می‌شود. بسته‌بندی در سطح پانل از یک پانل بزرگ به جای ویفر برای انجام فرایند بسته‌بندی استفاده می‌کند. بسته‌ها با گنجایش‌خروجی بالا آنهایی هستند که خطوط و فضاهای باریک‌تر از ۸ میکرون دارند. بسته‌هایی با گنجایش‌خروجی همچنین می‌توانند چندین دای، و اجزای غیرفعال داشته باشند. اولین بسته‌ها با گنجایش‌خروجی توسط اینفینیون (به انگلیسی: Infineon) در اواسط دهه ۲۰۰۰ برای استفاده در تراشه‌های تلفن‌همراه توسعه یافت.